# Achelia simplex
Achelia simplex là một loài nhện biển trong họ Ammotheidae. Loài này thuộc chi Achelia. Achelia simplex được miêu tả khoa học năm 1934 bởi Giltay.